# Fort Saint-Elme (Malte)
Pour les articles homonymes, voir Fort Saint-Elme.
Le fort Saint-Elme (en anglais : Fort St. Elmo ; en maltais : Forti Sant’ Iermu) est une forteresse située à l'extrémité de la péninsule de Xiberras à Malte. Bâti en 1552 par l'ordre de Saint-Jean de Jérusalem, il commande l'entrée du grand port et de la rade de Marsamxett.

## Histoire
La création d'une ville fortifiée sur la pointe de la péninsule de Xiberras est évoquée dès l'installation des chevaliers de Saint-Jean à Malte en 1530. Le grand maître Juan de Homedes ne retient pas cette solution, qui impliquerait l'abandon définitif de Rhodes que les chevaliers ont dû fuir, mais qu'ils espèrent encore recouvrer. Il fait renforcer le Fort Saint-Ange déjà existant à Il-Birgu et bâtir un petit fort sur la pointe de Xiberras pour fermer l'accès à la rade de Marsamxett. Les travaux du fort commencent en 1552 et sont achevés en 1556 par le successeur de Homedes, Claude de La Sengle. La chapelle de Notre-Dame du Bon secours, qui préexistait sur l'emplacement, est intégrée dans le fort et reconsacrée à sainte Anne.

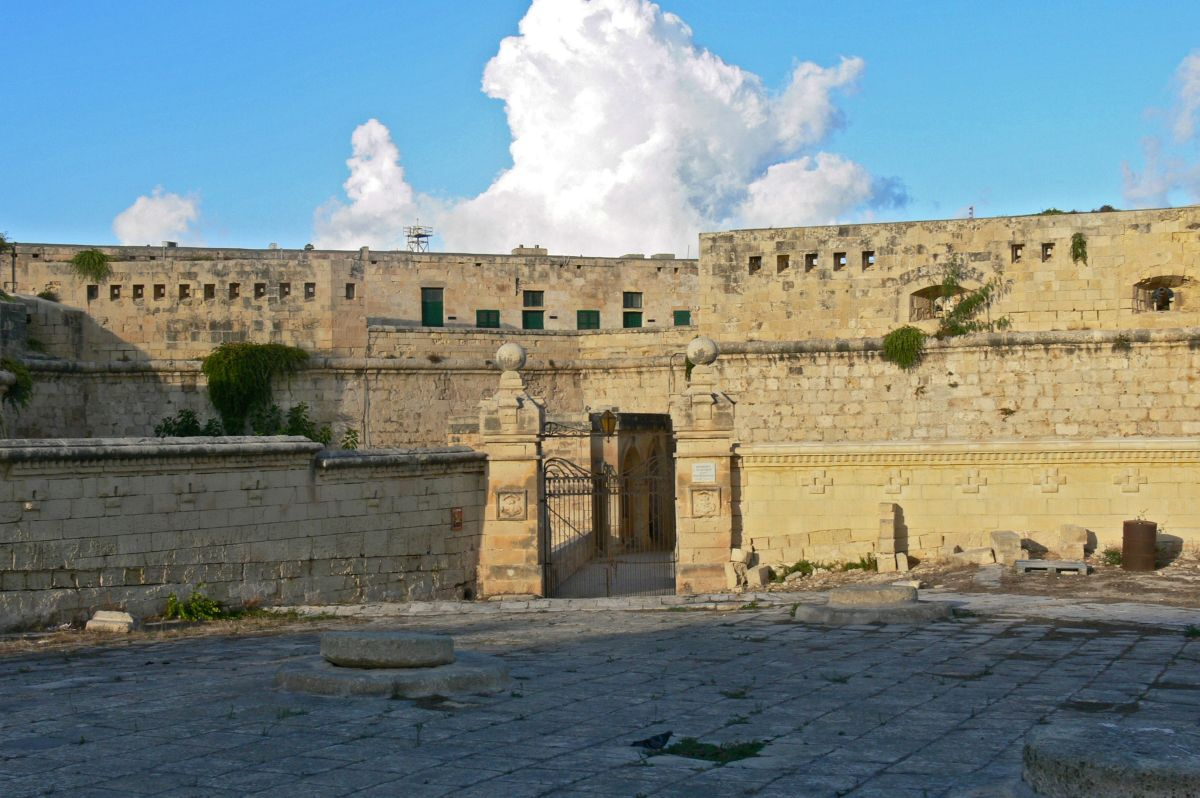
Entrée du fort du côté de La Valette.

Saint-Elme est alors un petit ouvrage en étoile à quatre pointes, bâti sur le roc, entouré de fossés et renforcé par un cavalier sur sa façade maritime. Il a toutefois pour grave défaut d'être surplombé par le mont Xiberras. Le grand maître Jean de Valette lui adjoint une demi-lune pour le renforcer du côté de Marsamxett. À peine les travaux terminés, Malte est attaquée par la flotte ottomane en mai 1565. Le fort Saint-Elme est le premier attaqué : les Turcs installent leur artillerie principale sur le mont Xiberras et soumettent l'ouvrage à un intense bombardement. La demi-lune est prise d'assaut une semaine plus tard. Un assaut direct est toutefois repoussé et La Valette dépêche des renforts dans l'espoir de faire tenir le fort le plus longtemps possible. Le fort Saint-Elme ne capitule qu'un mois plus tard, presque entièrement détruit sur trois de ses côtés, après avoir concentré sur lui une bonne partie des ressources turques. Sa résistance joue un rôle majeur dans l'échec du siège de Malte.
Après le siège, le fort est reconstruit et élargi sur des plans de Francesco Laparelli. Il est renforcé par la construction de la ville fortifiée de La Valette sur son arrière et complété du côté de Marsamxett par le fort Manoel, puis par le fort Tigné sur la pointe de Dragut. En 1775, il est pris d'assaut par des insurgés maltais pendant l'insurrection dite « des prêtres », ainsi nommée parce que trente des cinquante conjurés sont prêtres. L'intervention rapide du grand maître, Emmanuel de Rohan-Polduc, permet d'isoler les insurgés du reste de La Valette et d'étouffer le complot. Le fort Saint-Elme sert également de prison aux Français lors de leur occupation de l'île en 1798-1800.

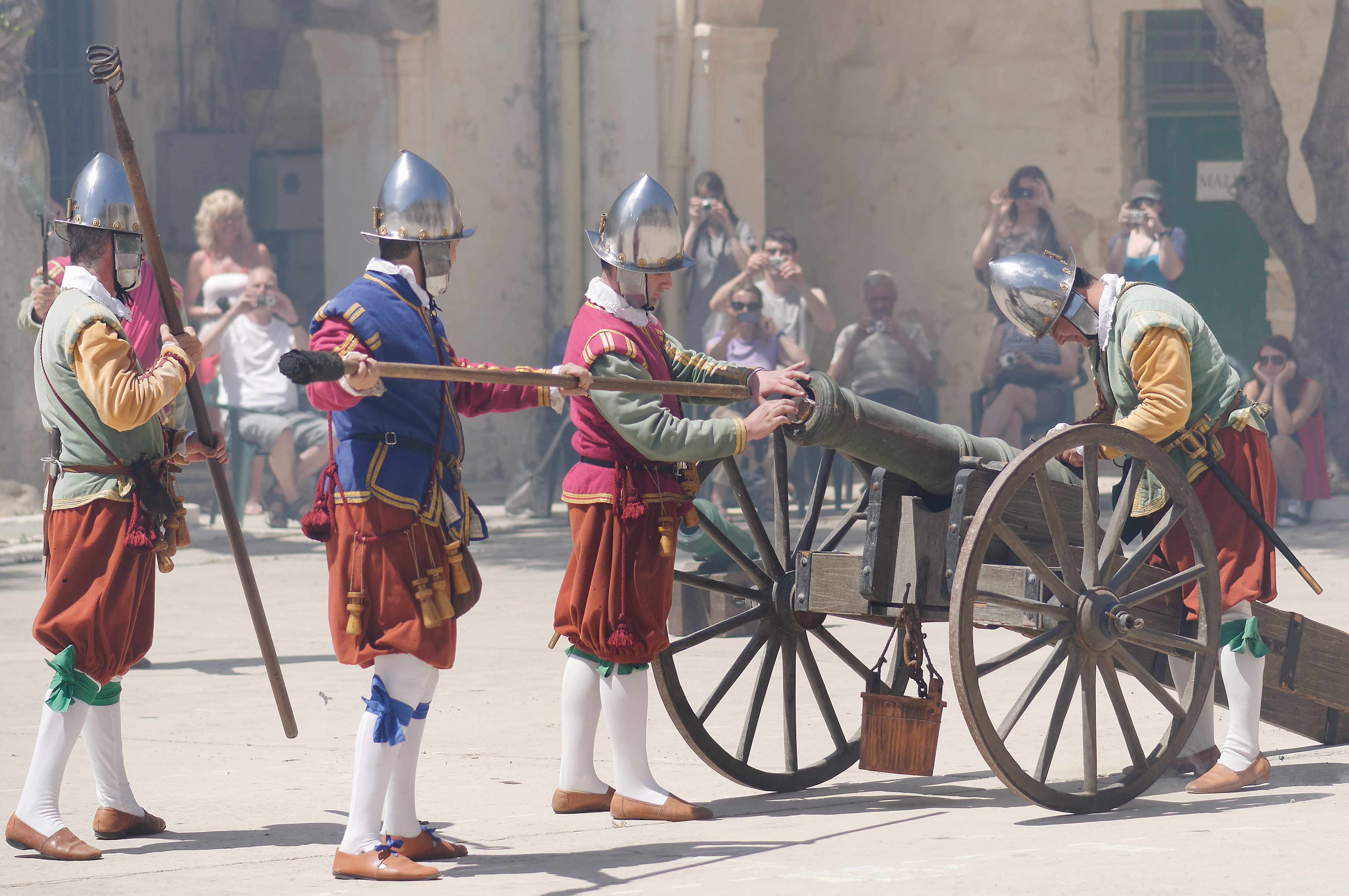
Spectacle « In guardia » reconstituant la visite du grand bailli de l'ordre de Saint-Jean au XVIe siècle.

Pendant la période britannique, le fort est réaménagé, notamment pour faire face à une attaque venant de La Valette : des meurtrières sont percées dans les murs en direction de la ville. Des emplacements supplémentaires pour des canons pointant sur le port sont aménagés sur les demi-lunes. En 1940, il est protégé par trois paires de QF 6 pounder 10 cwt, des canons de 6 livres (2,72 kg). Lors de la Seconde Guerre mondiale, il est attaqué par un raid aérien italien dès le lendemain de la déclaration de guerre de Mussolini : les premières victimes de la guerre à Malte sont six artilleurs du 1er régiment d'artillerie du Royal Malta Artillery. Il est au cœur de la défense maltaise pendant toute la guerre : c'est là qu'en juin 1942, le 1er régiment d'artillerie côtière est consacré au Sacré-Cœur.
Aujourd'hui, la partie supérieure du fort accueille une école de police. Il comprend des bureaux et des salles de conférence. Les fossés extérieurs abritent des stands de tir et la place d'armes est utilisée comme terrain d'entraînement par les élèves officiers. Une partie du fort est également utilisée par le Projet de réhabilitation de Malte (Valletta Rehabilitation Project) pour stocker des pavés. Le bâtiment est ouvert au public le dimanche à l'occasion de reconstitutions historiques : « In guardia », qui reconstitue la visite d'inspection de la garnison par le grand bailli de l'ordre de Saint-Jean à la fin du XVIe siècle, et « Alarme ! », qui évoque les années d'occupation des troupes françaises du général Bonaparte en 1798-1800.

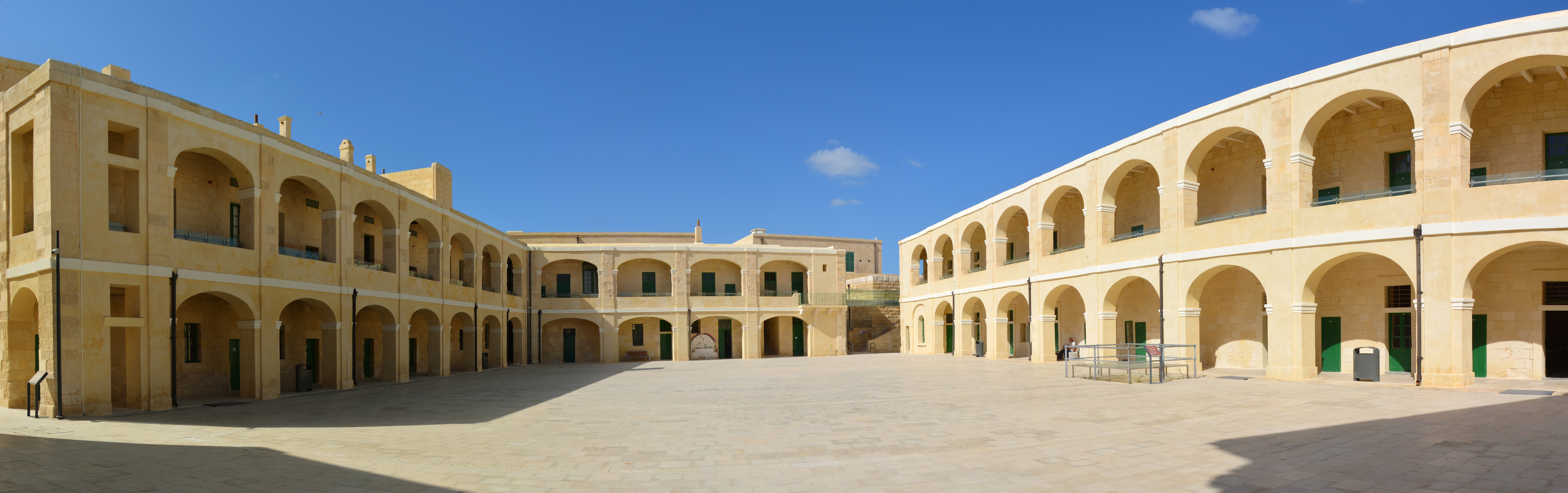
Cour intérieure du fort après restauration.

En septembre 1977, le Fort Saint-Elme sert de décor pour la reconstitution de la prison de Sağmalcılar dans le film Midnight Express d'Alan Parker.

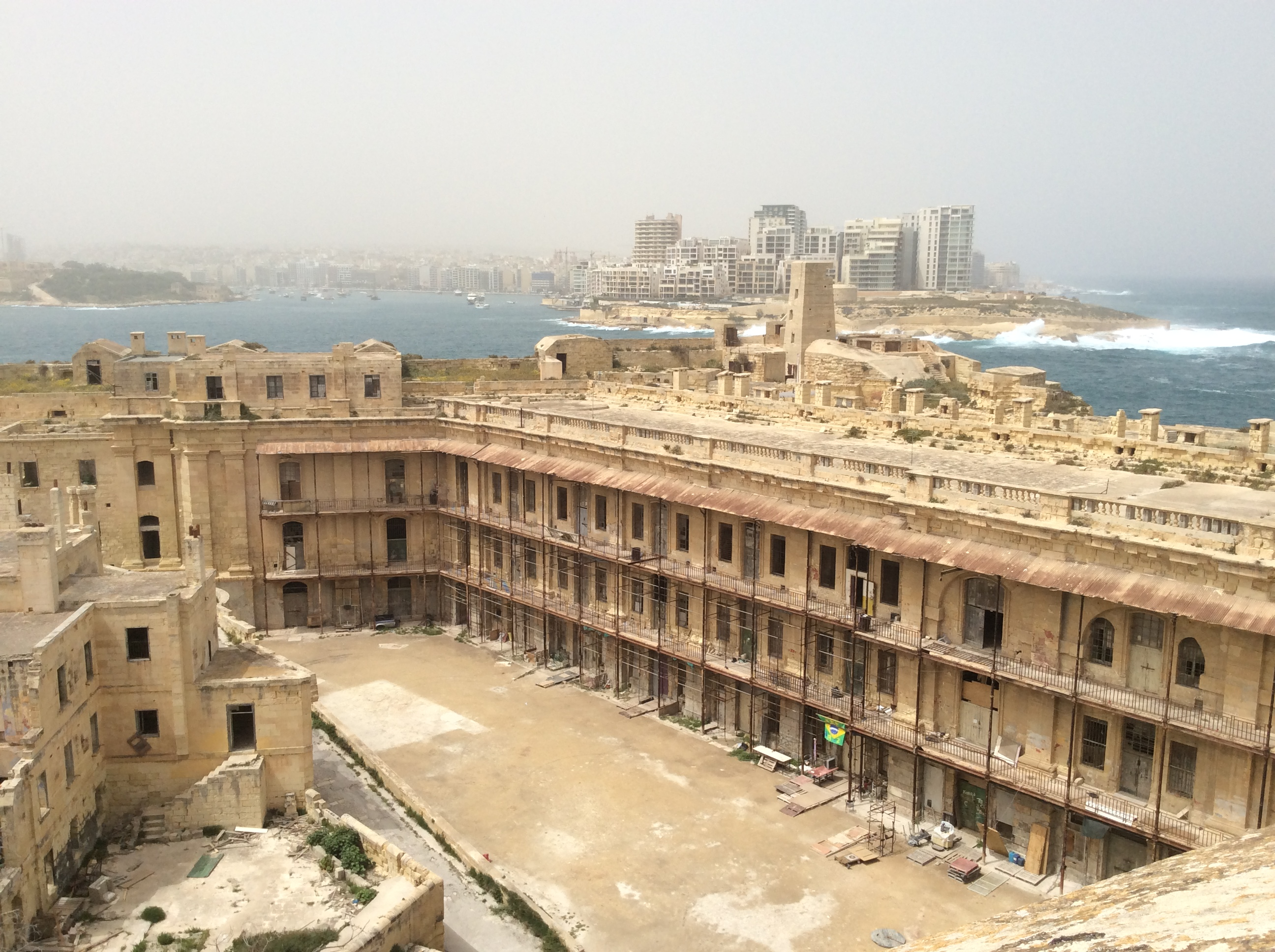
La cour intérieure telle qu'elle apparaît dans le film.